# 575

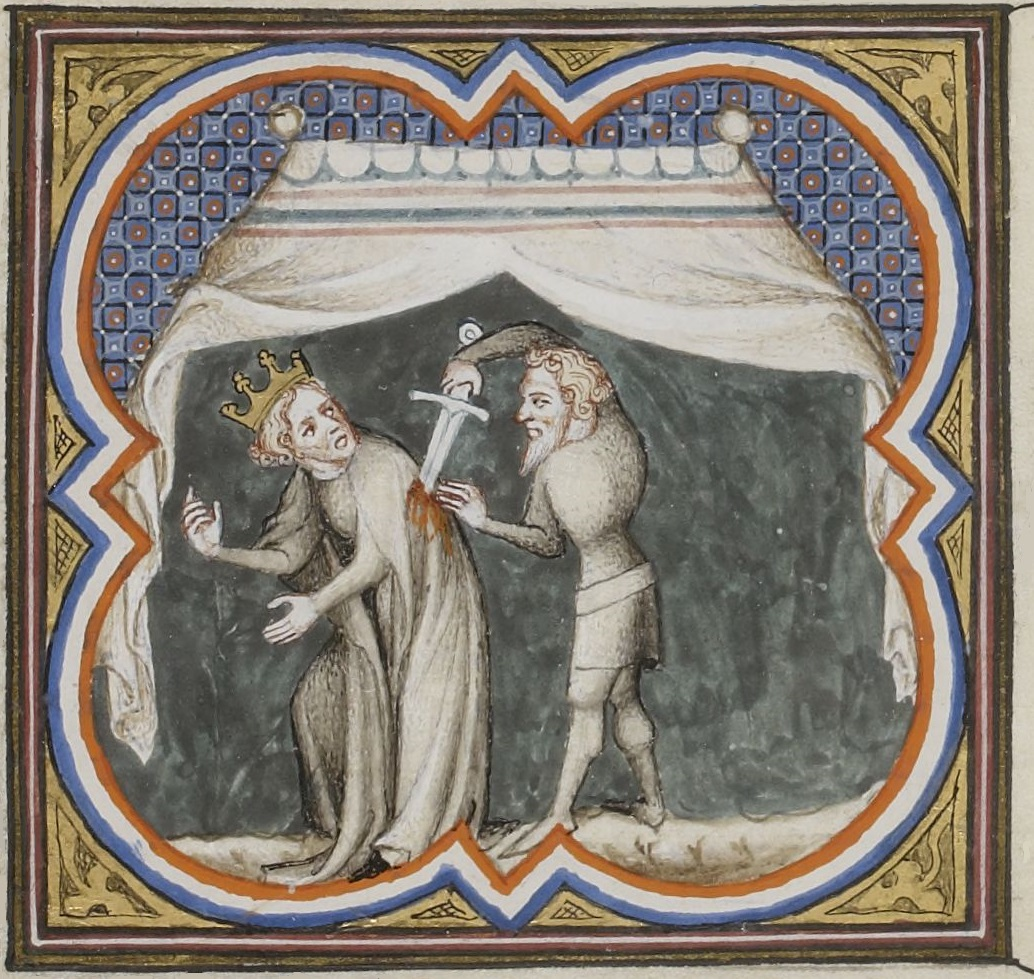
Moord op koning Sigebert I

Het jaar 575 is het 75e jaar in de 6e eeuw volgens de christelijke jaartelling.

## Gebeurtenissen

### Europa
- Koning Chilperik I verbreekt het vredesverdrag met Sigebert I en valt Austrasië (huidige Frankrijk) binnen. Hij wordt echter verslagen en vlucht naar Doornik. Een smeekbede van Germanus, aartsbisschop van Parijs, aan Brunhilde om haar echtgenoot te overtuigen zijn halfbroer te sparen wordt door haar genegeerd.
- Sigebert I wordt in Vitry-en-Artois (in opdracht van Fredegonde) door huurmoordenaars met giftige messen om het leven gebracht. Hij wordt opgevolgd door zijn 5-jarige zoon Childebert II. Brunhilde wordt regentes en zoekt politiek asiel bij Gunthram die Childebert adopteert als zijn zoon en toekomstig troonopvolger.
- De Visigoten onder leiding van koning Leovigild vallen Galicië (Noord-Spanje) binnen. De Byzantijnen voeren een tegenoffensief in Spania (Andalusië), maar worden door de Goten verslagen. (waarschijnlijke datum)
- De Longobarden belegeren Rome en veroveren enkele gebieden in de Alpen (Noord-Italië) op de Franken. (waarschijnlijke datum)

### Azië
- De Aksumieten worden in Jemen (Arabisch Schiereiland) door de Perzen verdreven en de provincie wordt ingelijfd bij het Perzische Rijk. (waarschijnlijke datum)
- Het decimaal talstelsel wordt door Indiase geleerden verder ontwikkeld. Ook geven wiskundigen een verklaring voor het begrip "nul". (waarschijnlijke datum)

## Religie
- 2 juni - Paus Benedictus I (575-579) wordt benoemd tot de 62e paus van Rome. Tijdens zijn pontificaat probeert hij ondanks de plunderingen van de Longobarden het kerkelijke gezag te herstellen.

## Geboren
- Herakleios, keizer van het Byzantijnse Rijk (overleden 641)

## Overleden
- Paulos Silentiarios, Byzantijns dichter
- Sigebert I, koning van Austrasië (waarschijnlijke datum)